# Четырнадцать пунктов Вильсона
Четырнадцать пунктов Вильсона (англ. The Fourteen Points) — проект мирного договора, завершающего Первую мировую войну, разработанный президентом США Вудро Вильсоном и представленный Конгрессу 8 января 1918 года. Включал сокращение вооружений, вывод немецких частей из России и Бельгии, провозглашение независимости Польши и создание «общего объединения наций» (получившего название Лига Наций). Неохотно одобренная союзниками США, эта программа частично легла в основу Версальского мира. 14 пунктов Вильсона были альтернативой разработанному В. И. Лениным Декрету о мире, который был куда менее приемлемым для западных держав.

«Яд большевизма только потому получил такое распространение, что является протестом против системы, управляющей миром. Теперь очередь за нами» — Бекер С. Вудро Вильсон. Мировая война. Версальский мир. М., 1923. С. 121

## Содержание
1. Открытые мирные договоры, открыто обсуждённые, после которых не будет никаких тайных международных соглашений какого-либо рода, а дипломатия всегда будет действовать откровенно и на виду у всех.
2. Абсолютная свобода судоходства на морях вне территориальных вод как в мирное, так и военное время, кроме случаев, когда некоторые моря будут частью или полностью закрыты в международном порядке для исполнения международных договоров.
3. Устранение, насколько это возможно, всех экономических барьеров и установление равенства условий для торговли всех наций, стоящих за мир и объединяющих свои усилия к поддержанию такового.
4. Справедливые гарантии того, что национальные вооружения будут сокращены до предельного минимума, совместимого с государственной безопасностью.
5. Свободное, чистосердечное и абсолютно беспристрастное разрешение всех колониальных споров, основанное на строгом соблюдении принципа, что при разрешении всех вопросов, касающихся суверенитета, интересы населения должны иметь одинаковый вес по сравнению со справедливыми требованиями того правительства, права которого должны быть определены.
6. Освобождение всех русских территорий и такое разрешение всех затрагивающих Россию вопросов, которое гарантирует ей самое полное и свободное содействие со стороны других наций в деле получения полной и беспрепятственной возможности принять независимое решение относительно её собственного политического развития и её национальной политики и обеспечение ей радушного приёма в сообществе свободных наций при том образе правления, который она сама для себя изберёт. И более, чем приём, также и всяческую поддержку во всём, в чём она нуждается и чего она сама себе желает. Отношение к России со стороны наций, её сестёр, в грядущие месяцы будет пробным камнем их добрых чувств, понимания ими её нужд и умения отделить их от своих собственных интересов, а также показателем их мудрости и бескорыстия их симпатий.
7. Бельгия, — весь мир согласится, — должна быть освобождена и восстановлена, без попытки ограничить суверенитет, которым она пользуется наравне со всеми другими свободными нациями. Никакое другое действие не может более, чем это, послужить к восстановлению между народами доверия к тем законам, которые они сами установили и определяли в качестве руководства для своих взаимных сношений. Без этого целительного акта все построение и все действие международного права будет навсегда поражено.
8. Вся французская территория должна быть освобождена и оккупированные части возвращены, а зло, нанесённое Франции Пруссией в 1871 году в отношении Эльзас-Лотарингии, которое нарушало всеобщий мир почти что 50 лет, должно быть исправлено, чтобы мирные отношения могли снова быть установлены в интересах всех.
9. Исправление границ Италии должно быть произведено на основе ясно различимых национальных границ.
10. Народы Австро-Венгрии, место которых в Лиге Наций мы хотим видеть огражденным и обеспеченным, должны получить широчайшую возможность автономного развития.
11. Румыния, Сербия и Черногория должны быть освобождены. Занятые территории должны быть возвращены. Сербии должен быть предоставлен свободный и надёжный доступ к морю. Взаимоотношения различных балканских государств должны быть определены дружественным путём в соответствии с исторически установленными принципами принадлежности и национальности. Должны быть установлены международные гарантии политической и экономической независимости и территориальной целости различных балканских государств.
12. Турецкие части Османской империи, в современном её составе, должны получить обеспеченный и прочный суверенитет, но другие национальности, ныне находящиеся под властью турок, должны получить недвусмысленную гарантию существования и абсолютно нерушимые условия автономного развития. Дарданеллы должны быть постоянно открыты для свободного прохода судов и торговли всех наций под международными гарантиями.
13. Должно быть создано независимое Польское государство, которое должно включать в себя все территории с неоспоримо польским населением, которому должен быть обеспечен свободный и надёжный доступ к морю, а политическая и экономическая независимость которого, равно как и территориальная целостность, должны быть гарантированы международным договором.
14. Должно быть образовано общее объединение наций на основе особых статусов в целях создания взаимной гарантии политической независимости и территориальной целости как больших, так и малых государств.